# Monvel
Pour les articles homonymes, voir Boutet et Boutet de Monvel.
Jacques-Marie Boutet de Monvel, dit Monvel (ou de Monvel), est un acteur et dramaturge français, né à Lunéville le 25 mars 1745 et mort à Paris le 13 février 1812.

## Biographie
Fils du comédien François Boutet, dit Monvel, et de Marie-Madeleine D'Hôtel, il est élevé aux frais du roi de Pologne et commence sa carrière en province, notamment à Marseille où il joue en 1768.
Il débute à Paris à la Comédie-Française le 28 avril 1770 et est reçu comme sociétaire en 1772.
Moins brillant que Molé, son jeu est cependant plus sensible et plus juste. Lekain lui reproche même de trop détailler ses rôles, de rechercher les petits effets et de manquer parfois de « noblesse ».
En 1775, il fait imprimer un roman historique, ouvrage dont il est l'auteur, Frédégonde et Brunehaut.
Vers la fin de 1781, Monvel quitte Paris clandestinement. Les hypothèses vont bon train : est-il trop turbulent pour l'austère Comédie-Française, sa liaison avec Madame Mars (dont il a une fille, devenue célèbre sous le nom de Mademoiselle Mars) se termine-t-elle mal ? Bisexuel, il est par ailleurs interpellé au jardin des Tuileries en flagrant délit de commerce charnel avec un jeune homme, fait dont on l'a accusé d'être coutumier. Il quitte la France pour être engagé en Suède comme « lecteur » de Gustave III. Il y passe sept ans et y dirige le théâtre français de Stockholm. Le 28 février 1786, il y épouse l'actrice Catherine-Victoire Le Riche de Cléricourt, qui sera connue sur les planches sous le nom de Madame Monvel.
Revenu en France en 1788, il écrit des pièces de théâtre pour le théâtre des Variétés-Amusantes et pour l'Opéra-Comique.

## Littérature
- Roselynne Laplace: Monvel - Un aventurier du théâtre au siècle des Lumières 1998, Éd. Honore Champion,  (ISBN 2852037947)

## Œuvres principales
- Julie (1772)
- L'Erreur d'un moment (1773)
- L'Amant bourru (1775)
- Les Trois Fermiers (1777)
- Blaise et Babet, ou la suite des Trois fermiers, 1783 (texte intégral sur Google Books)
- Alexis et Justine (1785)
- Les Amours de Bayard (1786)
- Sargines ou l'Élève de l'amour, drame héroïque en quatre actes et en prose mêlé d’ariettes, musique de Nicolas Dalayrac, créé le 14 mai 1788 à l'Opéra-Comique (salle Favart)
- Raoul, sire de Créqui, drame héroïque en trois actes et en prose mêlé d’ariettes, musique de Nicolas Dalayrac, créé le 31 octobre 1789 à l'Opéra-Comique (salle Favart)
- Le Chêne patriotique ou la Matinée du 14 juillet 1790, impromptu en un acte, musique de Nicolas Dalayrac, créé le 10 juillet 1790 à l'Opéra-Comique (salle Favart)
- Agnès et Olivier, comédie lyrique en trois actes et en prose, musique de Nicolas Dalayrac, créée le 10 octobre 1791 à l'Opéra-Comique (salle Favart)
- Philippe et Georgette, comédie en un acte et en prose mêlée d’ariettes, musique de Nicolas Dalayrac, créée le 28 décembre 1791 à l'Opéra-Comique (salle Favart)
- Les victimes cloîtrées, drame en quatre actes et en prose, représenté pour la première fois au Théâtre de la Nation, au mois de mars 1791
- Roméo et Juliette ou Tout pour l'Amour, drame en quatre actes et en prose, musique de Nicolas Dalayrac, créé le 6 juillet 1792 à l'Opéra-Comique (salle Favart).
- Ambroise ou Voilà ma journée, comédie en un acte et en prose mêlée d’ariettes, musique de Nicolas Dalayrac, créée le 23 nivôse an I à l'Opéra-Comique (salle Favart)
- Urgande et Merlin, opéra-féerie en trois actes et en prose, musique de Nicolas Dalayrac, créé le 23 vendémiaire an II  à l'Opéra-Comique (salle Favart).
- La Jeunesse du duc de Richelieu, le Lovelace français, avec Alexandre Duval (1798)
- Mathilde , drame en prose et en 5 actes, représentée pour la première fois, au Théâtre français de la République, le 9 messidor, An 7 (27 juin 1799)

## Théâtre (comédien)

### Carrière à la Comédie-Française
- 1770 : Mérope de Voltaire : Égisthe
- 1770 : Héraclius de Pierre Corneille : Martian
- 1770 : Le Légataire universel de Jean-François Regnard : Éraste
- 1770 : Crispin rival de son maître d'Alain-René Lesage : Valère
- 1770 : Le Cid de Pierre Corneille : Don Sanche
- 1770 : L'Avare de Molière : Cléante
- 1770 : Le Menteur de Pierre Corneille : Alcipe
- 1770 : Turcaret ou le Financier d'Alain-René Lesage : Le chevalier
- 1770 : Le Philosophe sans le savoir de Michel-Jean Sedaine : D'Esparville fils
- 1770 : Le Mariage forcé de Molière : Licaste
- 1770 : L'Homme à bonnes fortunes de Michel Baron : Éraste
- 1770 : Rodogune de Pierre Corneille : Séleucus
- 1770 : La Comtesse d'Escarbagnas de Molière : Le vicomte
- 1770 : Le Médecin malgré lui de Molière : Léandre
- 1770 : Le Legs de Marivaux : Le chevalier
- 1770 : Le Festin de pierre de Thomas Corneille d'après Molière : Don Carlos
- 1770 : Le Méchant de Jean-Baptiste Gresset : Valère
- 1770 : Les Précieuses ridicules de Molière : Du Croisy
- 1770 : George Dandin de Molière : Clitandre
- 1770 : La Métromanie d'Alexis Piron : Dorante
- 1770 : Le Dépit amoureux de Molière : Valère
- 1770 : La Jeune Indienne de Sébastien-Roch Nicolas de Chamfort : Belton
- 1770 : Tartuffe de Molière : Damis
- 1770 : La Seconde surprise de l'amour de Marivaux : Le comte
- 1770 : L'Enfant prodigue de Voltaire : Euphémon fils
- 1770 : Tancrède de Voltaire : Lorédan
- 1770 : Sémiramis de Voltaire : Mitrane
- 1770 : Les Fourberies de Scapin de Molière : Léandre
- 1770 : L'Étourdi de Molière : Lélie
- 1770 : Le Misanthrope de Molière : Acaste, puis Clitandre
- 1770 : La Veuve du Malabar d'Antoine-Marin Lemierre : un jeune bramine
- 1770 : L'École des bourgeois de Léonor Soulas d'Allainval : Damis
- 1770 : Athalie de Jean Racine : Abner
- 1770 : Eugénie de Beaumarchais : Sir Charles
- 1770 : Les Plaideurs de Jean Racine : Léandre
- 1770 : Mithridate de Jean Racine : Pharnace
- 1771 : Le Persifleur d'Edme-Louis Billardon de Sauvigny : le marquis de Saint-Clar
- 1771 : Amphitryon de Molière : Amphitryon
- 1771 : Don Japhet d'Arménie de Paul Scarron : Don Alphonse
- 1771 : Gaston et Bayard de Pierre Laurent Buirette de Belloy : le duc d'Altémore
- 1771 : Nicomède de Pierre Corneille : Attale
- 1771 : Les Amants sans le savoir de Claire-Marie Mazarelli de Saint-Chamond : le chevalier de Candeuse
- 1771 : Horace de Pierre Corneille : Curiace
- 1771 : Polyeucte de Pierre Corneille : Néarque
- 1771 : Le Bourru bienfaisant de Carlo Goldoni : Valère
- 1771 : Le Fils naturel de Denis Diderot : Clairville
- 1772 : Les Chérusques de Jean-Grégoire Bauvin : Flaminius
- 1772 : Pierre le Cruel de Pierre-Laurent Buirette de Belloy : Henri
- 1772 : Roméo et Juliette de Jean-François Ducis d'après William Shakespeare : le duc Ferdinand
- 1772 : Andromaque de Jean Racine : Pylade
- 1773 : L'Amour à Tempé de Madame de Chaumont : Moeris
- 1773 : L'Assemblée d'Augustin-Théodore Lebeau de Schosne, suivi de L'Apothéose de Molière (ballet)
- 1773 : La Feinte par amour de Claude-Joseph Dorat : le marquis de Floricour
- 1773 :  Le Centenaire de Molière de Jean-Baptiste Artaud : Clitandre
- 1773 : Régulus de Claude-Joseph Dorat : Manlius
- 1774 : Le Vindicatif de Gérard Du Doyer de Gastels : Lord Dély
- 1774 : Andromaque de Jean Racine : Pyrrhus
- 1774 : Tartuffe de Molière : l'exempt
- 1775 : Albert Ier d'Antoine Le Blanc de Guillet : Vilkin
- 1775 : Le Gâteau des rois de Barthélemy Imbert
- 1775 : Le Mariage clandestin de Pierre-René Le Monnier : Sir John Melwil
- 1775 : Eugénie de Beaumarchais : Clarendon
- 1775 : Phèdre de Jean Racine : Hippolyte
- 1776 : Abdolonyme ou le Roi berger de Jean-Baptiste Collet de Messine : Agénor
- 1776 : L'École des mœurs de Charles-Georges Fenouillot de Falbaire : Sir Charles
- 1776 : La Rupture de Madame Delhorme : Damon
- 1776 : Le Malheureux imaginaire de Claude-Joseph Dorat : le marquis de Florville
- 1776 : Bajazet de Jean Racine : Bajazet
- 1777 : L'Égoïsme de Jean-François Cailhava de L'Estandoux : le chevalier
- 1777 : L'Amant bourru (pièce dont il est l'auteur) : le marquis de Montalais
- 1778 : Irène de Voltaire : Memnon
- 1778 : L'Aveugle par crédulité de Jean-Nicolas Fournel : Valère
- 1778 : L'Homme personnel de Nicolas Thomas Barthe : Limeuil
- 1778 : Le Chevalier français à Londres de Claude-Joseph Dorat : Milord Rochester
- 1778 : Le Chevalier français à Turin de Claude-Joseph Dorat : Mata
- 1778 : Œdipe chez Admète de Jean-François Ducis : Polynice
- 1779 : Les Muses rivales ou l'Apothéose de Voltaire de Jean-François de La Harpe : Mercure
- 1779 : Pierre le Grand de Claude-Joseph Dorat : Amilka
- 1779 : Roséide ou l'Intrigant de Claude-Joseph Dorat : Volsimon
- 1779 : Britannicus de Jean Racine : Britannicus
- 1779 : Mithridate de Jean Racine : Xipharès
- 1779 : Tartuffe de Molière : Valère
- 1780 : Clémentine et Desormes de Jacques-Marie Boutet de Monvel : Valville
- 1780 : La Réduction de Paris de Desfontaines-Lavallée : le comte de Brissac
- 1780 : Les Héros français de Louis d'Ussieux : Desgranges
- 1780 : Nadir ou Thamas Kouli-khan de Paul-Ulric Dubuisson : Mirza
- 1781 : Le Jaloux sans amour de Barthélemy Imbert : le comte d'Orson
- 1790 : Adrienne ou Le Secret de famille de Jean-Marie Collot d'Herbois : Saint Fleurisse
- 1791 : Abdélazis et Zuléïma de Pierre-Nicolas André-Murville : Nasser, le vieillard
- 1792 : Adélaïde du Guesclin de Voltaire : le duc de Vendôme
- 1793 : Fénelon ou Les Religieuses de Cambrai de Marie-Joseph Chénier : Fénelon
- 1795 : Abufar ou La Famille arabe de Jean-François Ducis : Abufar
- 1799 : Épicharis et Néron de Gabriel-Marie Legouvé : Pison
- 1799 : Étéocle et Polynice de Gabriel-Marie Legouvé : Œdipe
- 1799 : Fénelon de Gabriel-Marie Legouvé : Fénelon
- 1799 : L'Abbé de L'Épée de Jean-Nicolas Bouilly : l'abbé de L'Épée
- 1799 : L'Amour et la raison de Charles Pigault-Lebrun : Mondor
- 1799 : La Jeunesse du duc de Richelieu d'Alexandre Duval et Monvel : Armand
- 1799 : Mathilde de Jacques-Marie Boutet de Monvel : Dorlheim
- 1799 : Les Deux Frères d'August von Kotzebue : Docteur Blum
- 1800 : Pinto ou la Journée d'une conspiration de Népomucène Lemercier : le duc de Bragance
- 1800 : Montmorency de Henri de Carrion-Nizas : d'Épernon
- 1800 : René Descartes de Jean-Nicolas Bouilly : René Descartes
- 1800 : Thésée de Claude Frédéric Henri Mazoier : Égée
- 1800 : Britannicus de Jean Racine : Burrhus
- 1801 : Foedor et Wladamir ou la Famille de Sibérie de Jean-François Ducis : Edmond
- 1801 : Henri VIII de Marie-Joseph Chénier : Cranmer
- 1801 : L'Amour et l'Intrigue de Jean-Henri-Ferdinand Lamartelière d'après Friedrich von Schiller : Bertrand
- 1802 : Venceslas de Jean de Rotrou : Venceslas
- 1802 : Cinna de Pierre Corneille : Auguste
- 1802 : Isule et Orovèse de Népomucène Lemercier : Clavis
- 1804 : Pierre le Grand de Henri de Carrion-Nizas : Glebow
- 1804 : Cyrus de Marie-Joseph Chénier : Mithradate